# 77 (getal)
77 (zevenenzeventig) is het natuurlijke getal volgend op 76 en voorafgaand aan 78.
In de Franse taal (vooral in Frankrijk) is het getal 77 samengesteld uit meerdere telwoorden: soixante-dix-sept (60+10+7). Andere Franstaligen, zoals de Belgen en de Zwitsers, gebruiken: septante sept.

## In de wiskunde
Zevenenzeventig is:
- het 22ste product van twee priemgetallen
- de som van drie kwadraten, 42 + 52 + 62
- de som van de eerste acht priemgetallen
- het aantal partities van het getal 12.[1]
- het grootste getal dat niet kan worden geschreven als de som van onderling verschillende getallen waarvan de reciproquen bij elkaar opgeteld 1 opleveren.[2]
- het aantal cijfers van het 12e perfecte getal.[3]

De getallen 77 en 78 vormen een Ruth–Aaron paar: twee opvolgende positieve gehele getallen waarvan de sommen der priemfactoren aan elkaar gelijk zijn.
Het is mogelijk een sudoku puzzel te construeren met maximaal 77 startwaardes, waarbij er toch niet 1 unieke oplossing is.

## In de geschiedenis
Tijdens de Tweede Wereldoorlog werd in Zweden bij de grens met Noorwegen "77" gebruikt als wachtwoord, omdat het vanwege de lastige uitspraak in het Zweeds, het gemakkelijk maakte te bepalen of een persoon afkomstig was uit Zweden, Noorwegen of Duitsland.

## In religie
In de Islam vervult het getal "77" een prominente rol. Mohammed zou hebben verklaard dat de hoogste trede in het geloof is het verklaren dat er geen god is behalve God, en de laagste trede is iets gevaarlijks weghalen uit een straat.
Sommige bronnen beweren dat die hoogste trede nummer 77 is.
De bijbel vermeldt 77 generaties vanaf Adam tot Jezus.

## Overig
77 is ook:
- Het jaar A.D. 77 en 1977.
- Het atoomnummer van het scheikundige element Iridium (Ir).